# Medvidka (Lavrivka), Vinnîțea
Medvidka (în ucraineană Медвідка) este un sat în comuna Lavrivka din raionul Vinnîțea, regiunea Vinnița, Ucraina.

## Demografie
Componența lingvistică a localității Medvidka
     Ucraineană (94,5%)
     Rusă (5%)
     Alte limbi (0,5%)
Conform recensământului din 2001, majoritatea populației localității Medvidka era vorbitoare de ucraineană (94,5%), existând în minoritate și vorbitori de rusă (5%).